# Seconds Apart
Seconds Apart és una pel·lícula estatunidenca de terror dirigida per Antonio Negret i protagonitzada per Orlando Jones i pels bessons Gary i Edmund Entin. Va ser estrenada als Estats Units el 28 de gener del 2011.

## Argument
Després de la mort de quatre estudiants, que jugaven a la ruleta russa en una festa d'estudiants de la mateixa escola, el detectiu Lampkin (Orlando Jones) comença a investigar el cas interrogant als estudiants de l'escola. L'adolescent Katie Dunn esmenta dos estranys bessons, Jonah Trimble i Seth Trimble, i el detectiu Lampkin crida als germans per a interrogar-los. Lampkin és un home traumatitzat que va perdre a la seva estimada esposa en un incendi i té cicatrius profundes no sols en la cara, sinó també en la seva ànima. Després de la mort de l'estudiant Katie i d'un pedòfil anomenat Kirby, Lampkin s'assabenta que els bessons tenen una connexió telepàtica maligna i que són capaces de fer que la gent viva els seus pitjors malsons i fins i tot controlar-los mentalment perquè aquests se suïcidin, per la qual cosa els deté.
No obstant això, els seus superiors no confien en ell i creuen que ell té al·lucinacions després de veure com els interroga en ser detinguts pel detectiu. Ell va més enllà en la seva recerca i descobreix que els bessons malvats són el resultat d'un experiment dels anys 90. Mentre tot ocorre, Jonas s'enamora d'una noia nova a l'escola anomenada Eve, però el seu germà no vol separar-se d'ell, fent que neixin gelosia cap a Eve.

## Repartiment
- Orlando Jones com el detectiu Lampkin
- Edmund Entin com a Jonah Trimble
- Gary Entin com a Seth Trimble
- Samantha Droke com a Eva
- Louis Herthum com a Owen Trimble
- Morgana Shaw com a Rita Trimble
- Marc Macaulay com el pare Zinselmeyer
- James DuMont com a Hardesty
- Jenn Foreman com a Katie Dunn
- David Jensen com el Dr. Houska
- Leticia Jimenez com a Maybel
- Rusty Tennant Kirby as
- Chelsea Morgan Thomas com a Emily

## Producció
El director Anton Negret va ser contractat per dirigir la pel·lícula després que la companyia After Dark Films veiés la seva pel·lícula anterior, Towards Darkness. Li van enviar diversos guions, un dels quals va ser Seconds Apart. Negret va afirmar que el guió era "original, fresc i em va sorprendre com era de retorçat." Els actors bessons Edmund i Gary Entin van ser contractats per interpretar els personatges centrals de la pel·lícula, Jonah i Seth Trimble. Negret volia evitar que un sol actor fes els dos papers i estava familiaritzat amb els Entins després de veure'ls a Rest Stop. Orlando Jones també va ser contractat per interpretar el detectiu Lampkin.

## Recepció
Dennis Harvey de Variety la va anomenar una pel·lícula confusa amb "una mica d'atractiu visual". R. L. Shaffer d’IGN el va declarar el millor de la col·lecció de DVD After Dark Originals tot i assenyalar que "no hi ha gaire originalitat sobre aquesta història morbosa, que juga com un adaptació de Dean Koontz". a més de destacar que la pel·lícula deriva de Scanners de David Cronenberg. Patrick Douglas va escriure a Great Falls Tribune que la pel·lícula era "prou diferent com per destacar del grup".